# Rémi Ouvrard
Pour les articles homonymes, voir Ouvrard.
 (juin 2025).
Rémi Ouvrard, né le 6 octobre 1993 à Châtellerault dans le département de la Vienne (86), est un aéronaute et recordman du monde aérien français.

## Biographie
Rémi Ouvrard est membre de l'équipe de France juniors de montgolfières depuis 2014. Il a par ailleurs terminé troisième au championnat de France 2017. En 2016, il fut le seul représentant français lors des Championnats du monde juniors de montgolfières qui ont eu lieu à Marijampole, en Lituanie.
En février 2020, il a établi un record du monde aérien insolite: rester debout en équilibre sur la Montgolfière de son père. Le vol aura duré 45 minutes, et ils seront montés jusqu'à 1 217 mètres d'altitude.
En novembre 2021, il bat son propre record en restant debout et en équilibre sur la Montgolfière officielle du Téléthon, en plein vol et jusqu'à 4016 mètres d'altitude.

## Pilote de Montgolfière
Il est membre de la Fédération française d'aérostation (FFA) depuis 2011, où il obtient son brevet de pilote.
En 2019, il avait pour la septième année consécutive son père Jean-Daniel comme adversaire au championnat de France] de Montgolfières,.

## Recordman du monde aérien
Le 21 février 2020, après s'être préparé pendant plusieurs mois avec le club de spéléologie de Châtellerault, Rémi Ouvrard a établi un nouveau record du monde aérien insolite: il est resté en équilibre sur une planche d'1m50² fixée au sommet de sa montgolfière, pilotée par son père pendant un vol de 45 minutes. L'altitude maximale atteinte fut de 1 217 mètres. Ce record a été homologué le jour-même, par la présence d'un huissier de justice sur le lieu de décollage. Cet évènement sera rapidement relayé au delà des frontières françaises, par le Dailymail et The Telegraph en Grande-Bretagne.
Un an jour pour jour auparavant, le 21 février 2019, le père de Rémi Ouvrard avait déjà réalisé un record du monde aérien atypique. La trapéziste Châtelleraudaise Isabelle Ponsot avait en effet battu le record du monde de trapèze aérien, en réalisant des figures 7 mètres sous la nacelle de Jean-Daniel Ouvrard, jusqu'à 3714 mètres d'altitude.
Le 10 novembre 2021, Rémi prit son envol debout sur la Montgolfière officielle du Téléthon, piloté une nouvelle fois par son père, dans l'objectif d'aller chercher un nouveau record du monde aérien. L'exploit sera validé près d'une heure plus tard, avec une altitude maximale atteinte de 4016 mètres. L'altitude minimale que le jeune homme et son père s'étaient fixés, était de 3637 mètres (pour faire référence au numéro de téléphone du Téléthon, le 3637). Pour l'occasion, Rémi s'était munis d'une combinaison et d'un casque d'astronaute. Il dira aux médias que c'était pour faire un clin d'œil à Thomas Pesquet, récemment revenu de sa mission dans l'espace, et également faire plaisir aux enfants malades qui regarderaient ces images. Dans les jours qui suivirent, les médias du monde entier reprirent les images impressionnantes de ce record insolite. En effet, en plus de la plupart des médias et journaux nationaux tels que LCI, France TV, Le Parisien, Le Point, le HuffingtonPost, l'Équipe, l'AFP ou encore BRUT, de nombreux médias étrangers relayèrent l'information, tels que la BBC en Angleterre, le Journal de 20h en Belgique et au Mexique, le Washington Post (USA), The Times (Grande-Bretagne), India Today (Inde), AD (Pays-Bas) ou encore la célèbre émission américaine The Tonight Show, en prime-time ce jour-là et animée par Jimmy Fallon.

## Palmarès

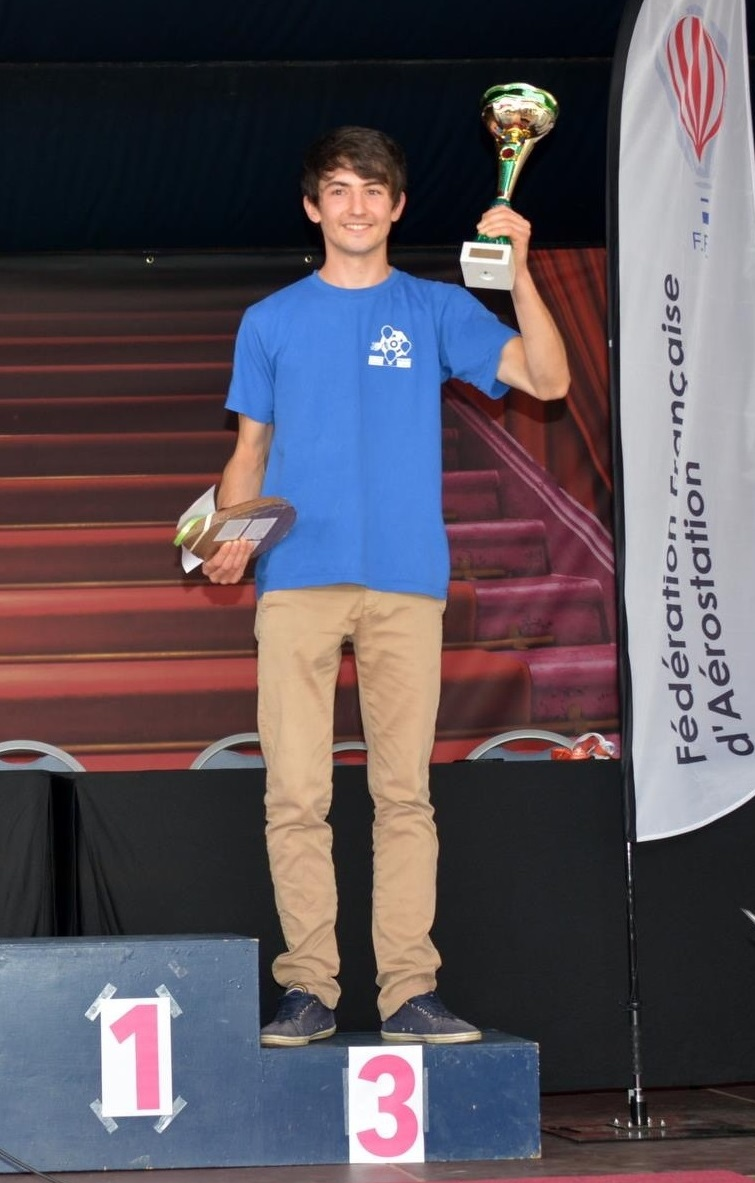
Le jeune homme lors de sa 3e place au championnat de France de montgolfières 2017.

Toutes les compétitions ont été réalisées avec sa montgolfière Mutuelle de Poitiers Assurances, d'un volume de 2 200 m3 .
Belgian Balloon Troph 
- Vielsalm (Belgique) en 2015 : 10e place (et 1er français sur 11)[50]

Coupe d'Europe
- Mainfonds (Charente) en 2015 : 15e place [52]
- Mainfonds (Charente) en 2019[53] : 14e place[54]

Championnat de France
- Etampes (Essonne) en 2015 : 18e place

- Mirebeau (Vienne) en 2016 : 12e place[56]

- Saint-Sylvestre-sur-Lot (Lot-et-Garonne) en 2017 : 3e place[57]
- Lunéville (Meurthe-et-Moselle) en 2018 : 17e place

Championnat du Monde Juniors
- Marjampole (Lituanie) en 2016 : 14e place[59] (et seul représentant français[5],[60])